# Flicker (álbum)
Flicker é o álbum de estúdio de estreia do cantor e compositor irlandês Niall Horan. O seu lançamento ocorreu em 20 de outubro de 2017, através da Neon Haze e Capitol Records. Foi procedido pelos singles "Slow Hands", "Too Much To Ask", "On The Loose" e "Seeing Blind".

## Antecedentes
Em junho de 2016, Horan confirmou que estava trabalhando em seu álbum de estúdio, afirmando que "tenho estado no estúdio escrevendo as canções. No momento, é só por diversão. Construí relacionamentos com diferentes compositores e agora estou colocando em ação." Em setembro de 2016, Horan assinou um contrato para artista solo com a Capitol Records.
Em entrevista ao jornal britânico Daily Star, Horan disse que "estou trabalhando desde março de 2016. Já tem cerca de um ano e meio que preparo o álbum para as pessoas ouvirem." Em entrevista ao Entertainment Weekly, Horan afirmou que seu álbum seria inspirado nas bandas de rock clássico Fleetwood Mac e Eagles. "Independentemente de quando eu pegar uma guitarra, sempre vou tocar daquela forma e colocar um estilo folk na canção."
Em agosto de 2017, fez uma apresentação com várias músicas do álbum em Londres, na Shepherd's Bush Empire. Revelou posteriormente que havia contatado a cantora Maren Morris para participar da canção "Seeing Blind". Em 15 de setembro de 2017, anunciou, por meio de suas redes sociais, o título do álbum, a capa e a data de lançamento. Em seguida, lançou a canção "Too Much To Ask". A lista de faixas do álbum foi divulgada em 22 de setembro de 2017. Em entrevista à rádio Beats 1, disse que a faixa-título do álbum, "Flicker", tem grande significado para ele, mudando todo o conceito do álbum.

## Promoção e lançamento
O single principal do álbum, "This Town", foi lançado em 29 de setembro de 2016, acompanhado de um videoclipe, tornando-se o primeiro single de Niall fora da One Direction. Desde o seu lançamento, tem alcançado a 9ª posição no UK Singles Chart e a 20ª posição na Billboard Hot 100 dos Estados Unidos. O segundo single, "Slow Hands", foi lançado em 4 de maio de 2017. Recebendo críticas positivas, a Billboard descreveu a canção como "uma mistura de R&B e rock". Alcançou o top 10 em vários áises e alcançou a 11ª posição na Billboard Hot 100 dos Estados Unidos. "Too Much To Ask" foi lançada como o terceiro single em 15 de setembro de 2017. O videoclipe foi lançado em 21 de setembro de 2017 no YouTube. Para promover o álbum, o cantor realizou uma turnê intitulada de Flicker Sessions 2017. Anunciou, em 10 de julho de 2017, a turnê por meio das redes sociais e do seu site oficial. O início da turnê ocorreu em 29 de agosto de 2017 em Dubai, no Olympian Theatre.

## Lista de faixas
| N.º            | Título                            | Compositor(es) | Produtor(es)   | Duração |  |
| 1.             | "On The Loose"                    | Niall Horan Julian Bunetta John Ryan                                                                                    | Bunetta        | 3:43    |  |
| 2.             | "This Town"                       | Horan Jamie Scott Mike Needle Daniel Bryer                                                                              | Greg Kurstin   | 3:52    |  |
| 3.             | "Seeing Blind" (com Maren Morris) | Horan Ruth-Anne Cunningham Matthew Smith Radosevich                                                                     | Jacquire King  | 3:05    |  |
| 4.             | "Slow Hands"                      | Horan Scott | Bunetta        | 3:07    |  |
| 5.             | "Too Much To Ask"                 | Horan Iain Archer | Kurstin        | 3:43    |  |
| 6.             | "Paper Houses"                    | Hall II Ivatury Ernest Wilson Tariq Trotter Carlton Ridenhour Leon Ressalam Kevin McKenzie Shawn McKenzie Paul Mitchell | King           | 3:34    |  |
| 7.             | "Since We're Alone"               | Horan Greg Kurstin Daniel Dodd Wilson Cunningham                                                                        | Kurstin        | 4:02    |  |
| 8.             | "Flicker"                         | Horan Bunetta Ryan | King           | 4:18    |  |
| 9.             | "Fire Away"                       | Horan Bunetta Ryan Cunningham                                                                                           | Bunetta        | 3:26    |  |
| 10.            | "You And Me"                      | Horan Radosevich Cunningham                                                                                             | King Matt Rad  | 3:04    |  |
| Duração total: | Duração total:                    | Duração total: | Duração total: | 35:34   |  |

### Flicker- Edição Deluxe
| N.º            | Título         | Compositor(es)                                      | Produtor(es)     | Duração |  |
| 11.            | "On My Own"    | Horan Ed Drewett Tom Barnes Peter Kelleher Ben Kohn | TMS              | 4:00    |  |
| 12.            | "Mirrors"      | Horan Scott Needle Bryer                            | Bunetta AFTERHRS | 3:38    |  |
| 13.            | "The Tide"     | Horan Bunetta Ryan                                  | King             | 3:20    |  |
| Duração total: | Duração total: | Duração total:                                      | Duração total:   | 46:52   |  |

### Flicker- Edição japonesa
| N.º | Título               | Duração |  |
| 14. | "Flicker" (acústico) |         |  |
| 15. | "Mirrors" (acústico) |         |  |

### Flicker- Edição japonesa (DVD)
| N.º | Título                         | Duração |  |
| 1.  | "This Town" (videoclipe)       |         |  |
| 2.  | "Slow Hands" (videoclipe)      |         |  |
| 3.  | "Too Much To Ask" (videoclipe) |         |  |
| 4.  | "Japan Trip Behind The Scenes" |         |  |
| 5.  | "Interview"                    |         |  |